# Meum athamanticum
Cerfeuil des Alpes, Fenouil des Alpes, Fenouil de montagne
Pour les articles homonymes, voir Cerfeuil (homonymie).
 (juin 2014).
Espèce
Meum athamanticum, le cerfeuil des Alpes, fenouil de montagne ou fenouil des Alpes, est une espèce de plantes à fleurs de la famille des Apiacées. C'est une plante herbacée vivace. Elle est cultivée comme plante ornementale ou comme plante condimentaire pour ses feuilles aromatiques.

## Dénominations
- Noms vulgaires (vulgarisation scientifique) : acceptés, recommandés ou typiques en français : cerfeuil des Alpes, fenouil de montagne, fenouil des Alpes[1]
- Noms vernaculaires (langage courant), pouvant désigner éventuellement d'autres espèces : cistre[1], fausse athamante[1], aneth sylvestre, méon, persil de montagne, cumin des Vosges, baudremoine.
  - En allemand Bärwurz, en anglais baldmoney, en italien meo atamantico.

## Description
C'est une plante herbacée, glabre, à odeur forte et pénétrante, rappelant le fenouil. Elle forme une grosse touffe de 40 à 50 cm de haut. Les tiges sont creuses et striées. Les feuilles très finement (trois fois) divisées en lanières fines, capillaires, paraissant verticillées.
Elle est vivace grâce à sa tige souterraine épaisse. En culture on peut la multiplier par division de touffes.
Les fleurs blanc crème, petites (2 à 3 mm), sont regroupées en ombelles composées, à nombreux rayons (jusqu'à 15), à involucre peu développé, avec des involucelles à bractées capillaires. Fruits oblongs longs de 6 à 8 mm, munis de côtes saillantes.

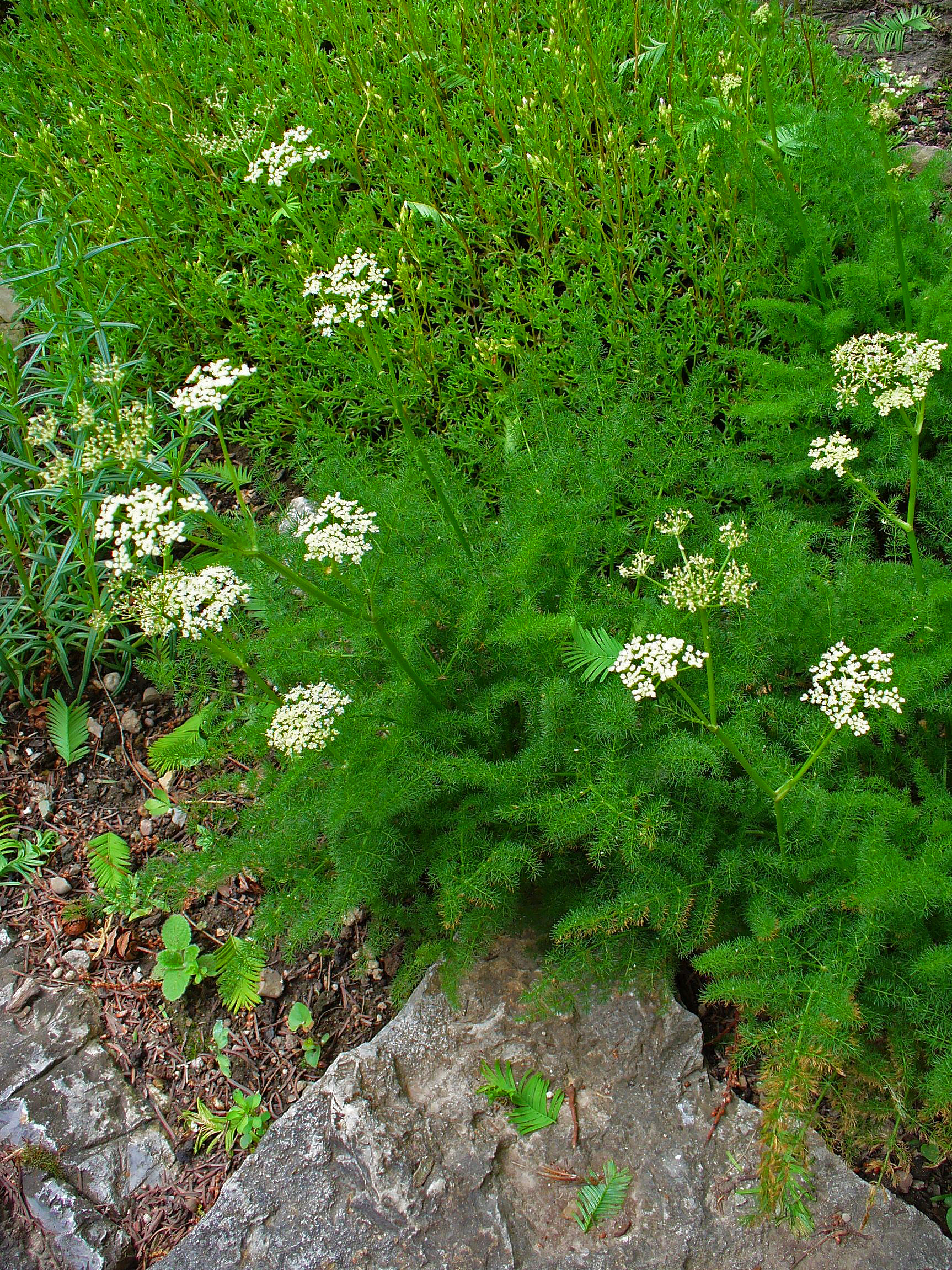
Habitus.
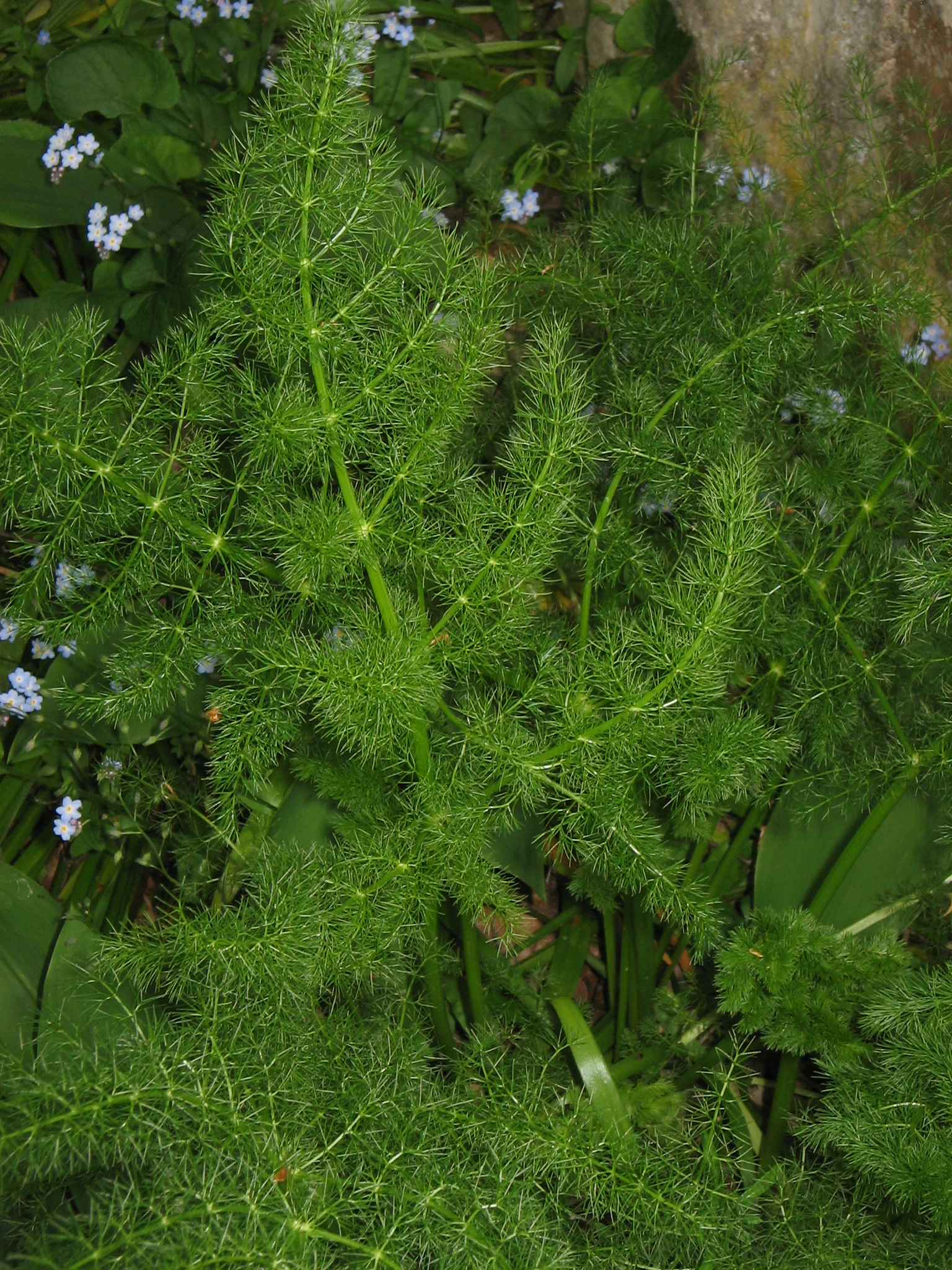
Feuille.
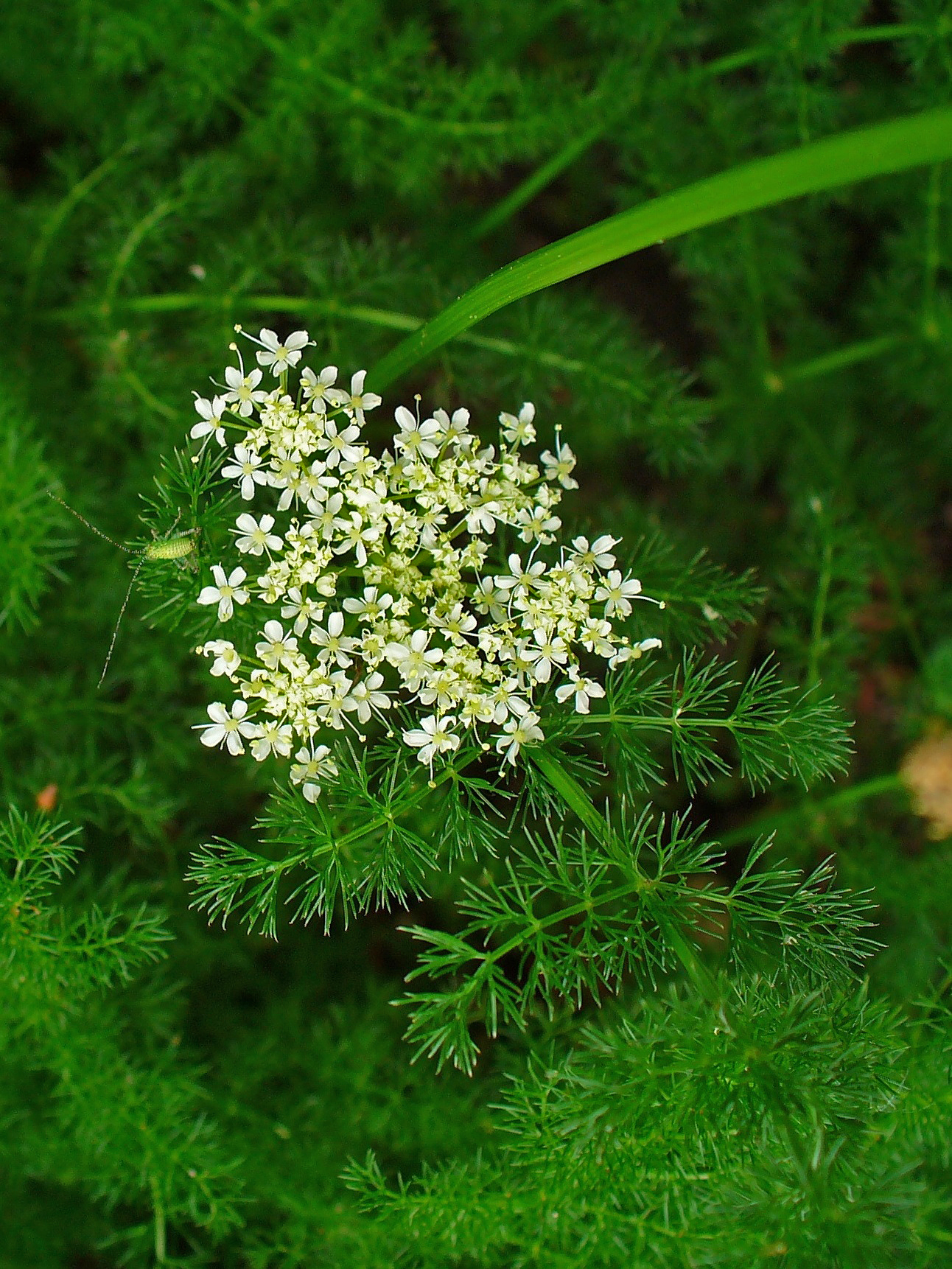
Inflorescence.
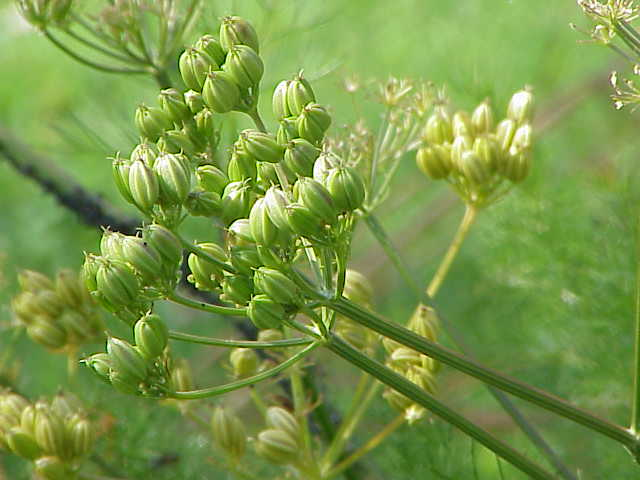
Fruits immatures.
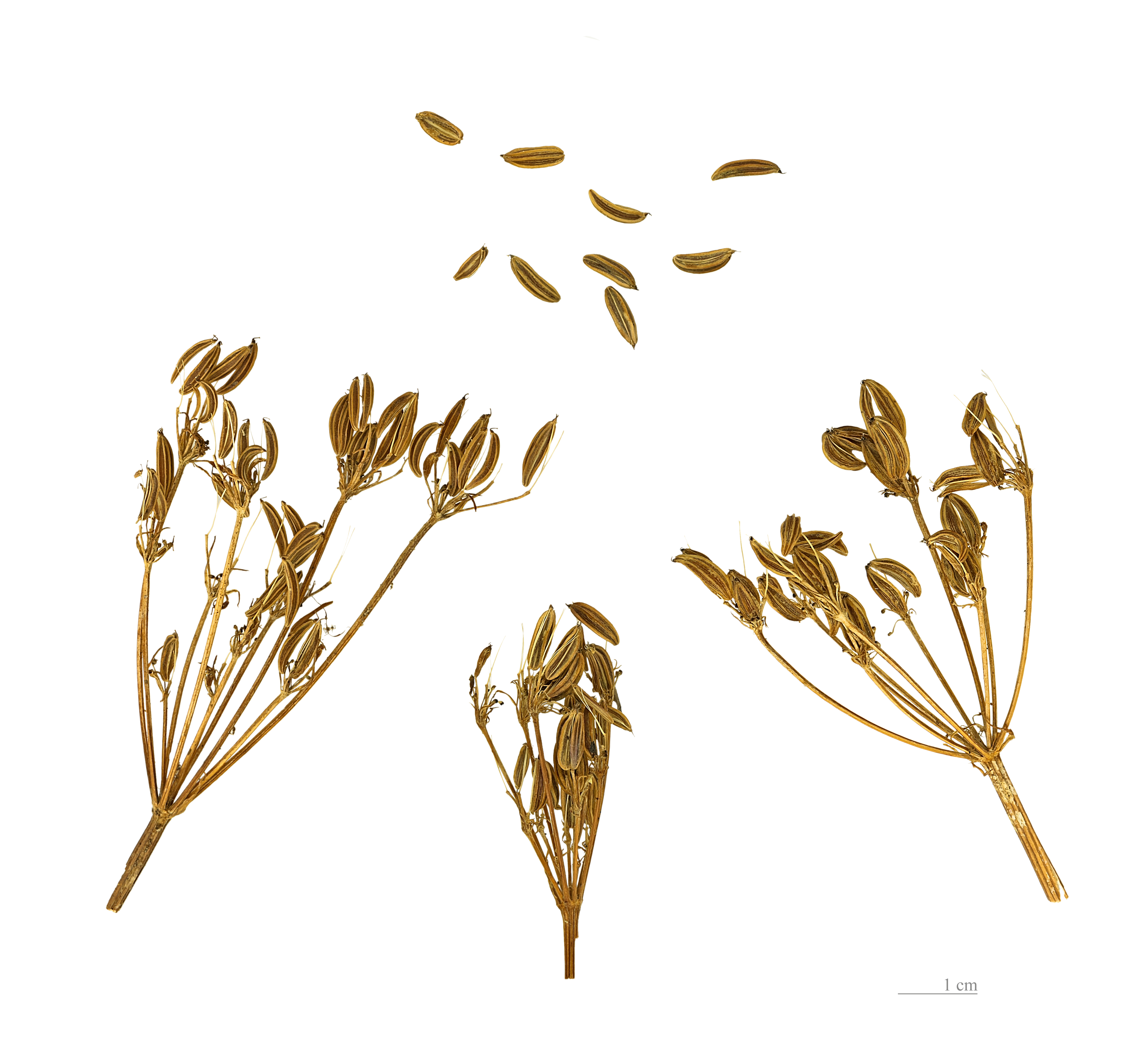
Fruits et graines.

## Distribution
Cette plante est originaire des régions montagneuses d'Europe centrale et occidentale, de la Scandinavie à l'Italie. Elle se trouve dans les prairies entre 400 et 1 400 m d'altitude, plutôt en terrain siliceux. Espèce présente dans toutes les montagnes de France. Elle pousse par exemple sur le plateau du Mézenc (Ardèche et Haute Loire). Présente dans le fourrage servant à finir les bêtes des paysans produisant des carcasses bovines fin gras du Mézenc, elle donne un goût particulier à cette viande. En Belgique, on la rencontre dans les secteurs les plus élevés du massif ardennais.

## Utilisation
Les feuilles, au goût légèrement anisé, servent à aromatiser différents plats : crudités, salades, poissons, soupes de poissons. Elle est notamment utilisée dans la cuisine du restaurant de Michel Bras en Aubrac.
Plante réputée appétente pour les vaches, elle contribue au goût des fromages quand ceux-ci ont été élaborés avec le lait des bêtes qui l'ont broutée dans les pâturages où elle est présente (Cantal, Saint-Nectaire, Beaufort...),.
Les graines séchées sont utilisées par certains cuisiniers pour leur goût très prononcé permettant d'aromatiser toutes sortes de préparations mijotées, au même titre que le carvi, au goût sensiblement identique.
Elle est cultivée aussi comme plante ornementale.
Elle contribue à fournir un bon fourrage.
En Bavière, on produit un spiritueux avec la racine, le Bärwurz (le nom allemand de la plante, litt. « racine des ours »).

## Classification
L'espèce Meum athamanticum a été décrite par le botaniste néerlandais Nikolaus Joseph von Jacquin en 1776.

### Liste des sous-espèces et variétés
Selon Catalogue of Life (18 juin 2014) :
- Meum athamanticum subsp. labranum
- Meum athamanticum subsp. nevadense
- Meum athamanticum var. nevadense (Boiss.) Molero, Mesa & Pérez Raya